# Attalea compta
Attalea compta är en enhjärtbladig växtart som beskrevs av Carl Friedrich Philipp von Martius. Attalea compta ingår i släktet Attalea och familjen Arecaceae. Inga underarter finns listade i Catalogue of Life.